# 399673 Kadenyuk
399673 Kadenyuk este o planetă minoră (asteroid) din centura de asteroizi. A fost descoperită pe 19 septembrie 2004 la Andrușivka de Andrușivska astronomicina observatoria⁠(d) și a fost numită după Kadeniuk Leonid Kosteantînovîci⁠(d). 
Obiectul prezintă o orbită caracterizată de o semiaxă mare de 3,0750500343264 UAi, o excentricitate de 0,14, o înclinație de 12 ° în raport cu ecliptica.